# Burdż al-Kas
Burdż al-Kas (arab. برج القاص) – wieś w Syrii, w muhafazie Aleppo. W 2004 roku liczyła 801 mieszkańców.